# Kunstjahr 1859
Liste der Kunstjahre

1856 | 1857 | 1858 | Kunstjahr 1859 | 1860 | 1861 | 1862 | 1863 | ► | ►►

Weitere Ereignisse
Dieser Artikel behandelt das Kunstjahr 1859.

Manet: Der Absinthtrinker

## Ereignisse

### Architektur

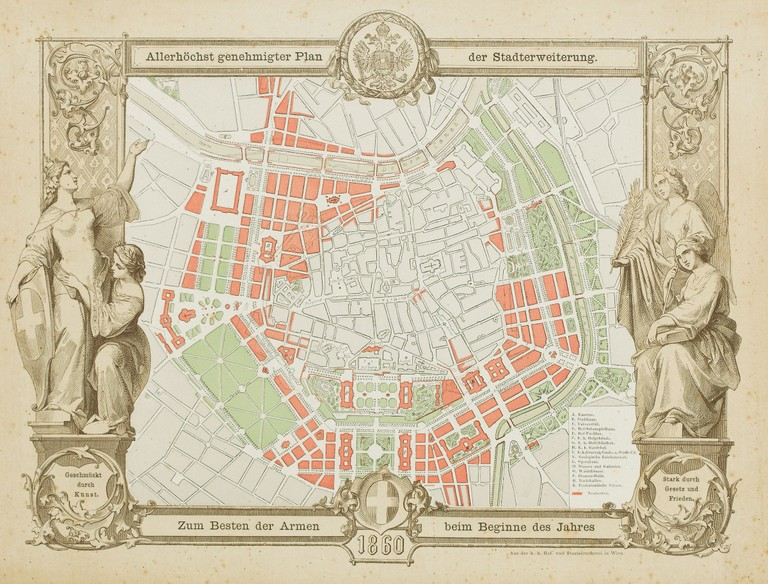
Der vom Kaiser genehmigte Plan der Stadterweiterung

Ab dem 17. Jänner kommen die Sieger des im Vorjahr ausgeschriebenen Wettbewerbs zur Gestaltung des durch die Schleifung der Wiener Stadtmauern entstandenen Areals, Ludwig Förster, Friedrich August von Stache sowie das Team August Sicard von Sicardsburg und Eduard van der Nüll zusammen, um gemeinsam mit zahlreichen Beamten die drei Entwürfe miteinander zu verschmelzen. Alle drei Preisträger modifizieren schließlich ihre Pläne und auf dieser Basis erstellt das Innenministerium einen Plan, der dem Kaiser am 17. Mai vorgelegt wird. In diesem „Grundplan“ wird aus wirtschaftlichen Gründen die Breite der Ringstraße von den ursprünglichen 40 auf 30 Klafter (56,9 Meter) festgelegt. Mitte September erhält die „mit doppelten Baumreihen besetzte Straße, welche nach dem Stadterweiterungs-Plane gleich einem regelmäßigen Gürtel um die Stadt gezogen werden wird, […] den officiellen Namen Ringstraße“. Nach einigen kleinen Änderungen erhält der Plan am 8. Oktober die kaiserliche Genehmigung. 

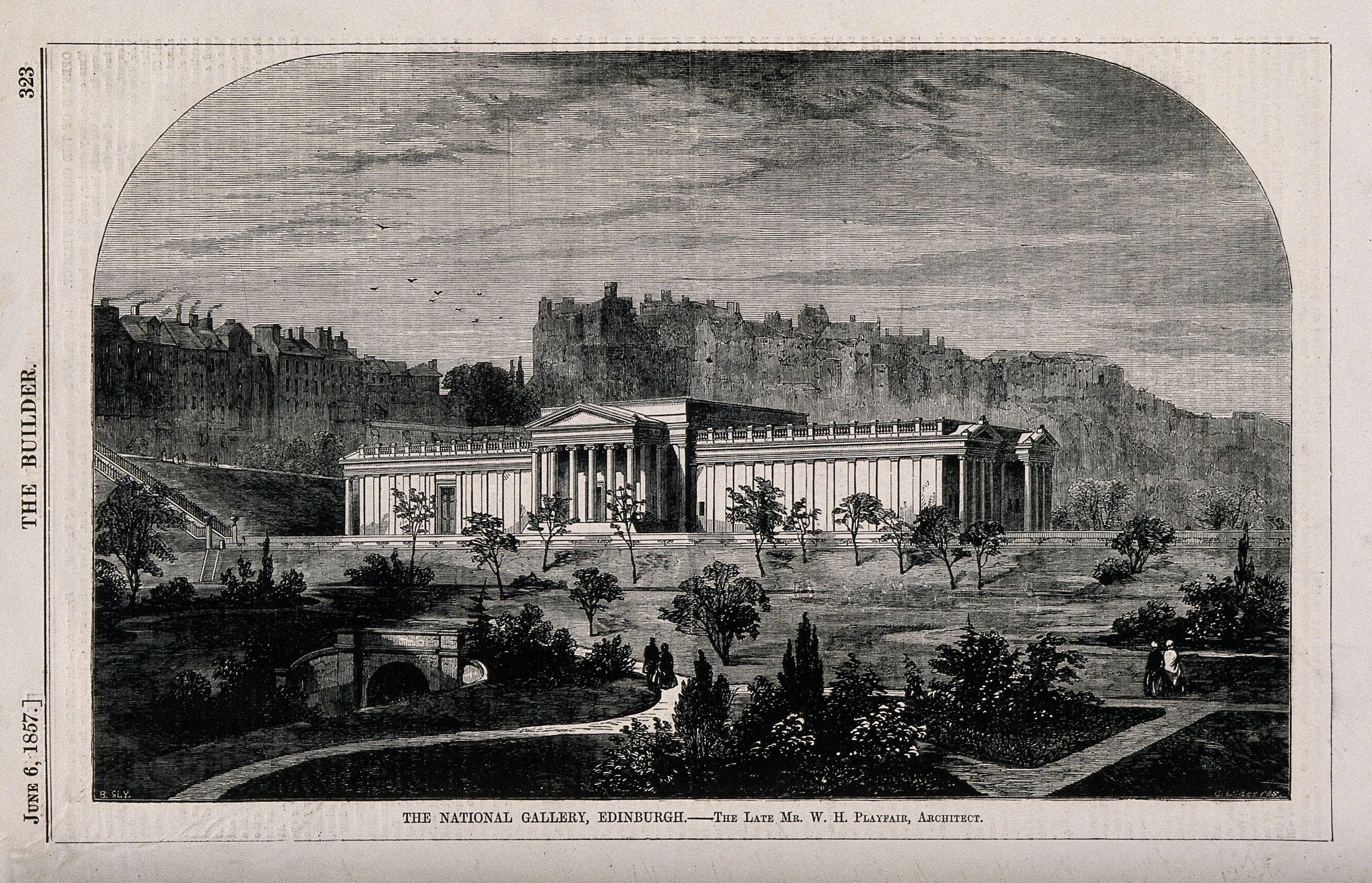
Die National Gallery of Scotland vor ihrer Fertigstellung

Das von William Henry Playfair entworfene Gebäude der National Gallery of Scotland in Edinburgh wird eröffnet.

### Bildhauerei

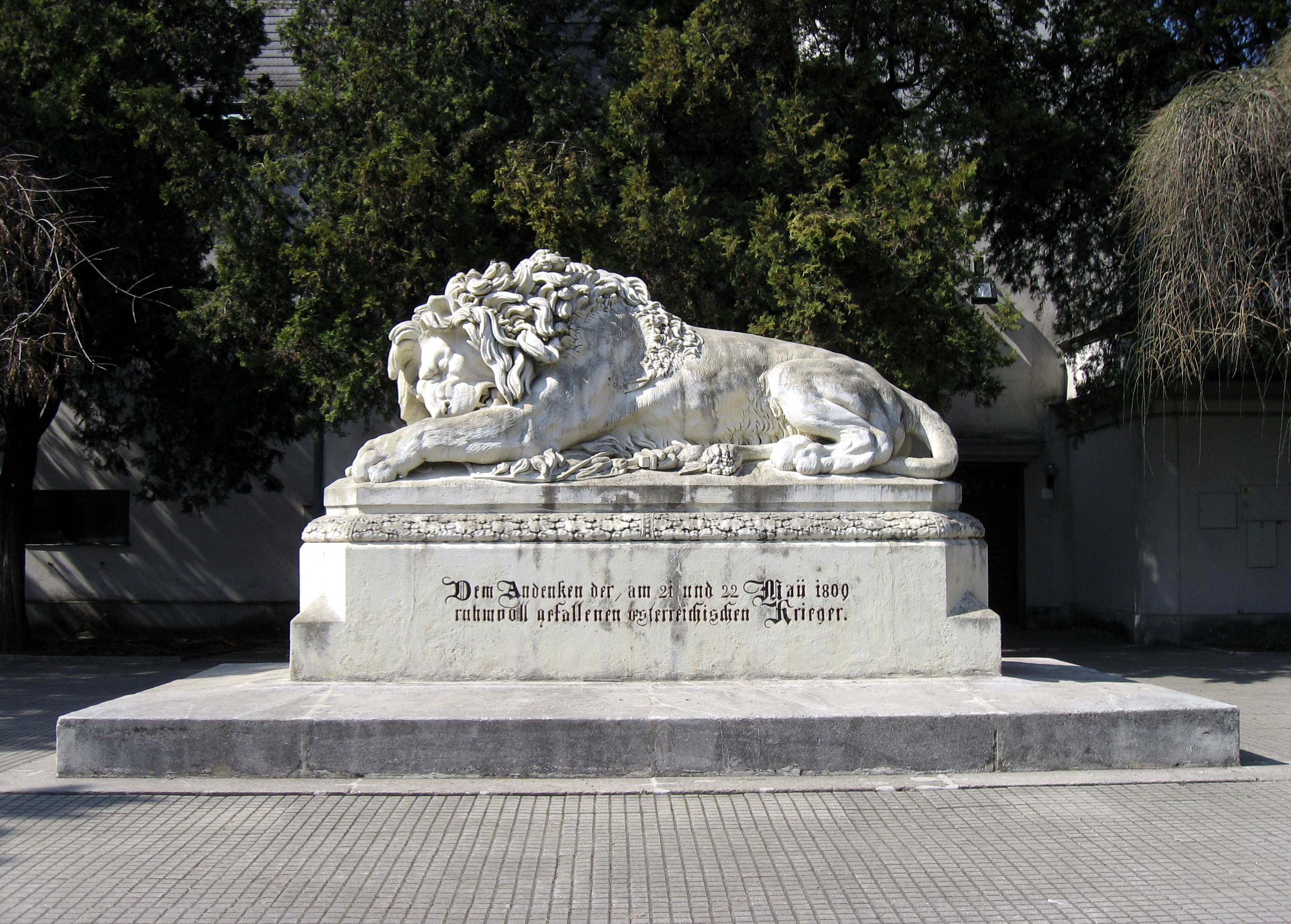
Der Löwe von Aspern

Anlässlich des fünfzigsten Jahrestages der Schlacht bei Aspern wird der von Anton Dominik Fernkorn gestaltete Löwe von Aspern am 21. Mai auf dem Asperner Heldenplatz feierlich enthüllt.

### Malerei

#### Frankreich
Édouard Manet bietet sein im Vorjahr begonnenes Werk Der Absinthtrinker dem zweijährlich stattfindenden Salon de Paris an. Das Bild wird von der Jury jedoch abgelehnt, nur Eugène Delacroix spricht sich für die Aufnahme in die Ausstellung aus.

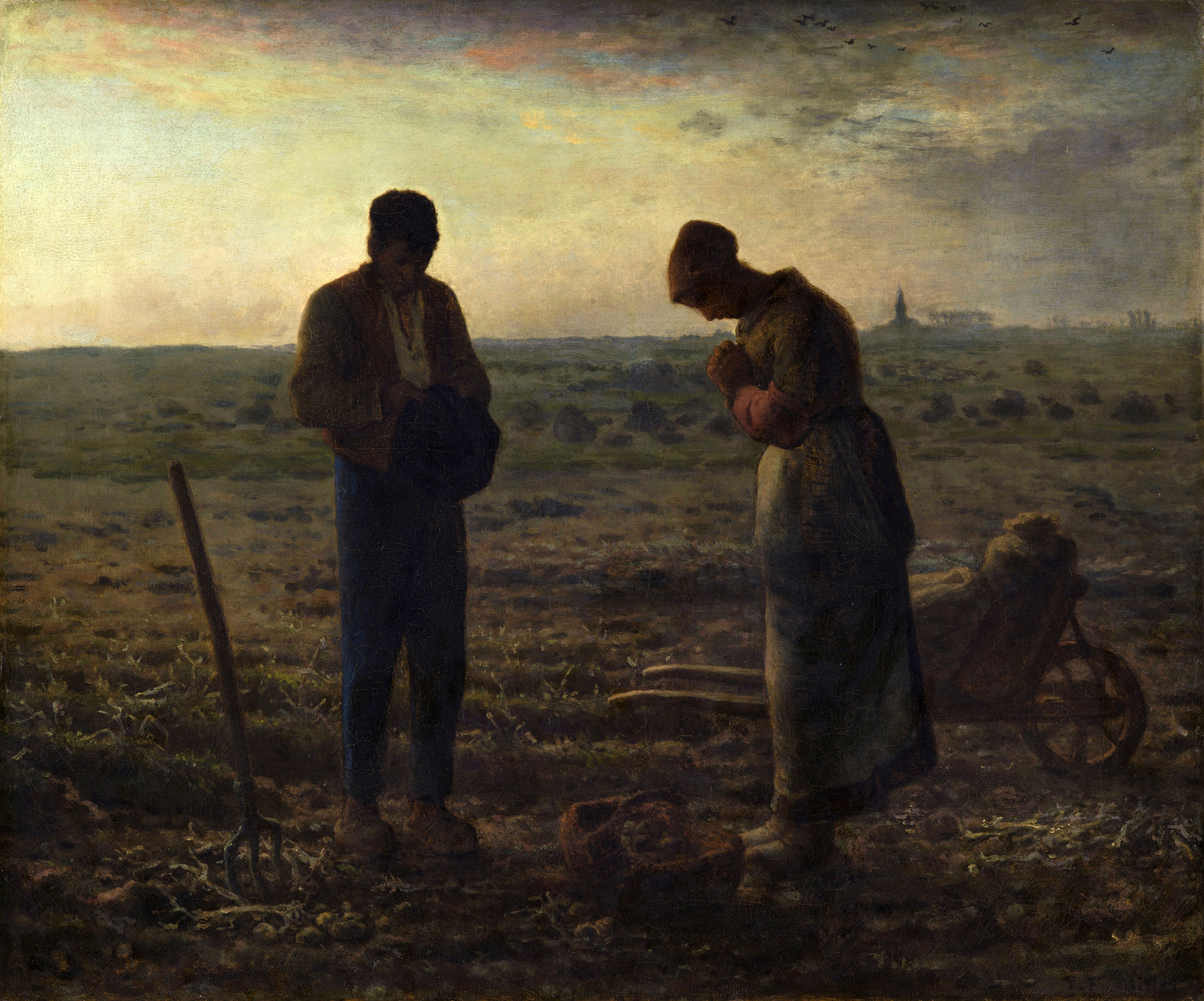
Das Angelusläuten

Jean-François Millet vollendet nach dreijähriger Arbeit das Bild L'Angélus (Das Angelusläuten).
Henri Fantin-Latour: Selbstportrait.

#### Weitere Werke weltweit

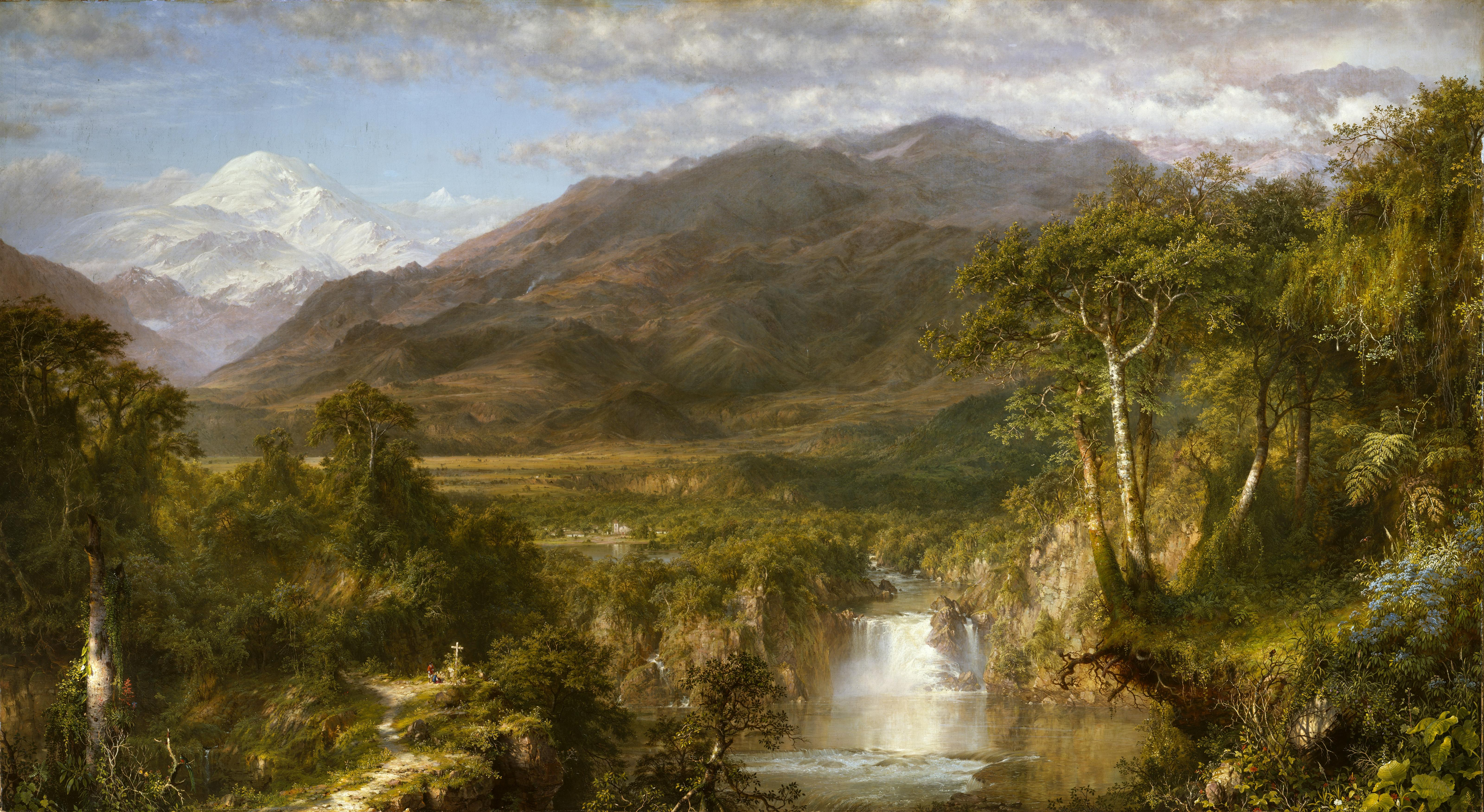
The Heart of the Andes

Nach Skizzen seiner Reisen nach Südamerika fertigt Frederic Edwin Church das Gemälde The Heart of the Andes. Im gleichen Jahr mietet er – beeindruckt von Berichten über die Erkundung des Nordmeeres, besonders durch die spektakulär gescheiterte Franklin-Expedition zur Entdeckung der Nordwestpassage – gemeinsam mit Louis Legrand Noble ein Schiff, um im Nordatlantik zwischen Labrador und Grönland Eisberge zu skizzieren.
Der US-amerikanische Künstler Eastman Johnson malt sein berühmtestes Werk Negro Life at the South.

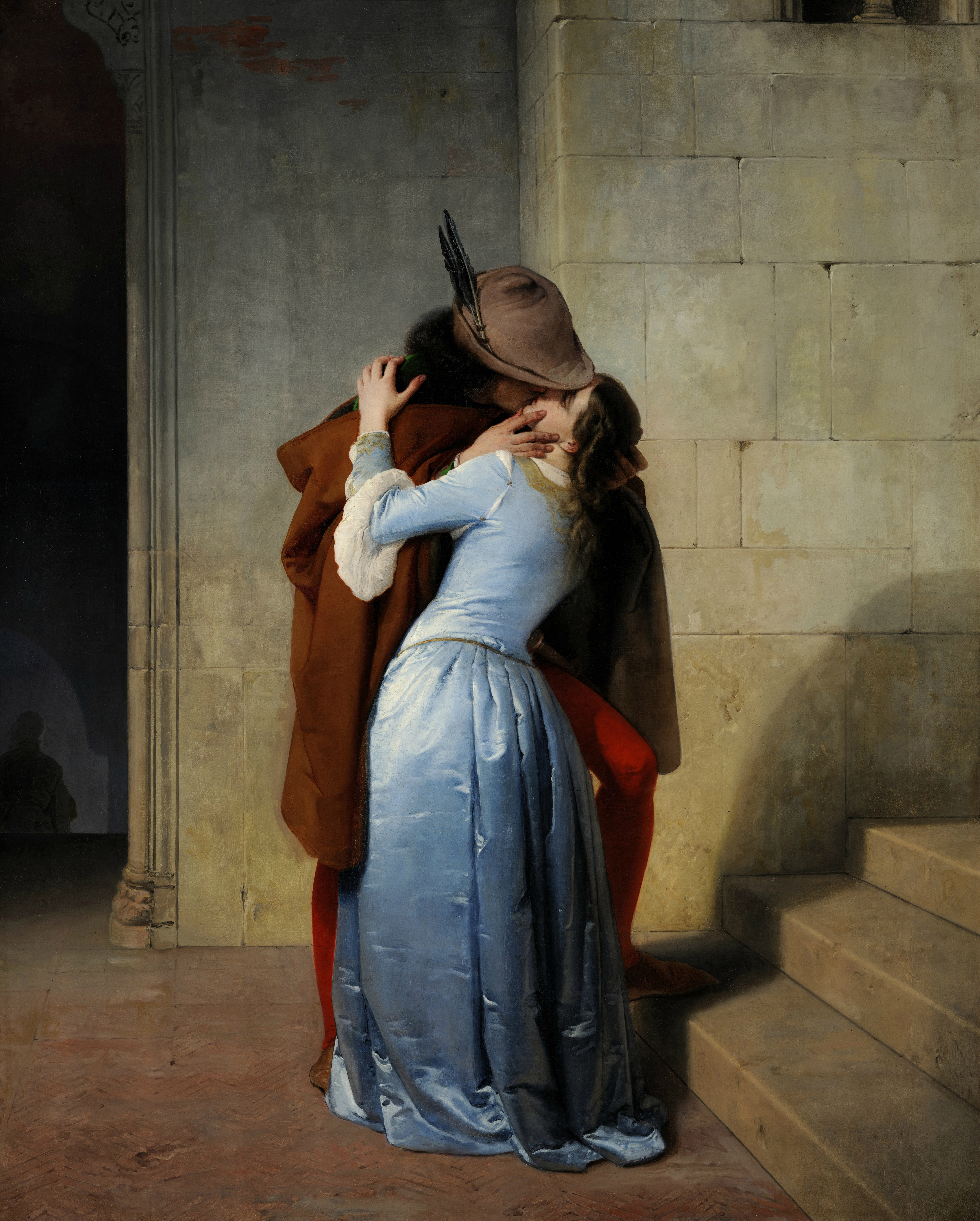
Hayez: Der Kuss

Der italienische Historienmaler Francesco Hayez fertigt das Gemälde Der Kuss, ein Symbol für den Risorgimento.

### Zeichnung

Einzelszene aus Die kleinen Honigdiebe

Wilhelm Busch veröffentlicht seine erste Bildergeschichte: Die kleinen Honigdiebe.

### Museen und Ausstellungen
Der Palazzo del Bargello in Florenz wird in ein Museum umgewandelt, damit die Stadt die Plastiken aus der Renaissance unterbringen kann, die in den Uffizien keinen Platz mehr finden. Im Bargello befindet sich dadurch eine der bedeutendsten Skulpturensammlung der Welt mit Werken von Michelangelo, Donatello, Benvenuto Cellini, Giovanni Bologna, Baccio Bandinelli, Vincenzo Danti und Tino di Camaino.
Außerdem hat das Museum eine äußerst umfangreiche Münzsammlung, eine Sammlung von Waffen und Rüstungen sowie von Miniaturen.

### Literatur

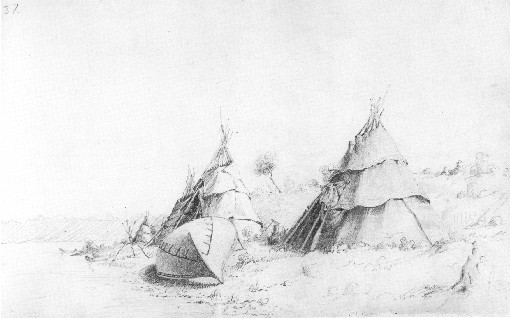
Ojibway Camp am Ufer des Huronsees (eine typische Reiseskizze Kanes)

## Geboren
- 18. Januar: Gonzalo Carrasco Espinosa, mexikanischer Geistlicher und religiöser Maler († 1936)
- 16. April: Friedrich Traugott Helbig, sächsischer Bildhauer († 1886)
- 12. Mai: August von Brandis, Interieur-Maler des Impressionismus († 1947)
- 21. Mai: Otto Hupp, deutscher Grafiker († 1949)
- 24. Mai: Emil Thormählen, deutscher Architekt († 1941)
- 26. Juli: Virginie Demont-Breton, französische Malerin († 1935)
- 18. August: Anna Ancher, dänische Malerin des Impressionismus († 1935) Anna Ancher, Selbstporträt

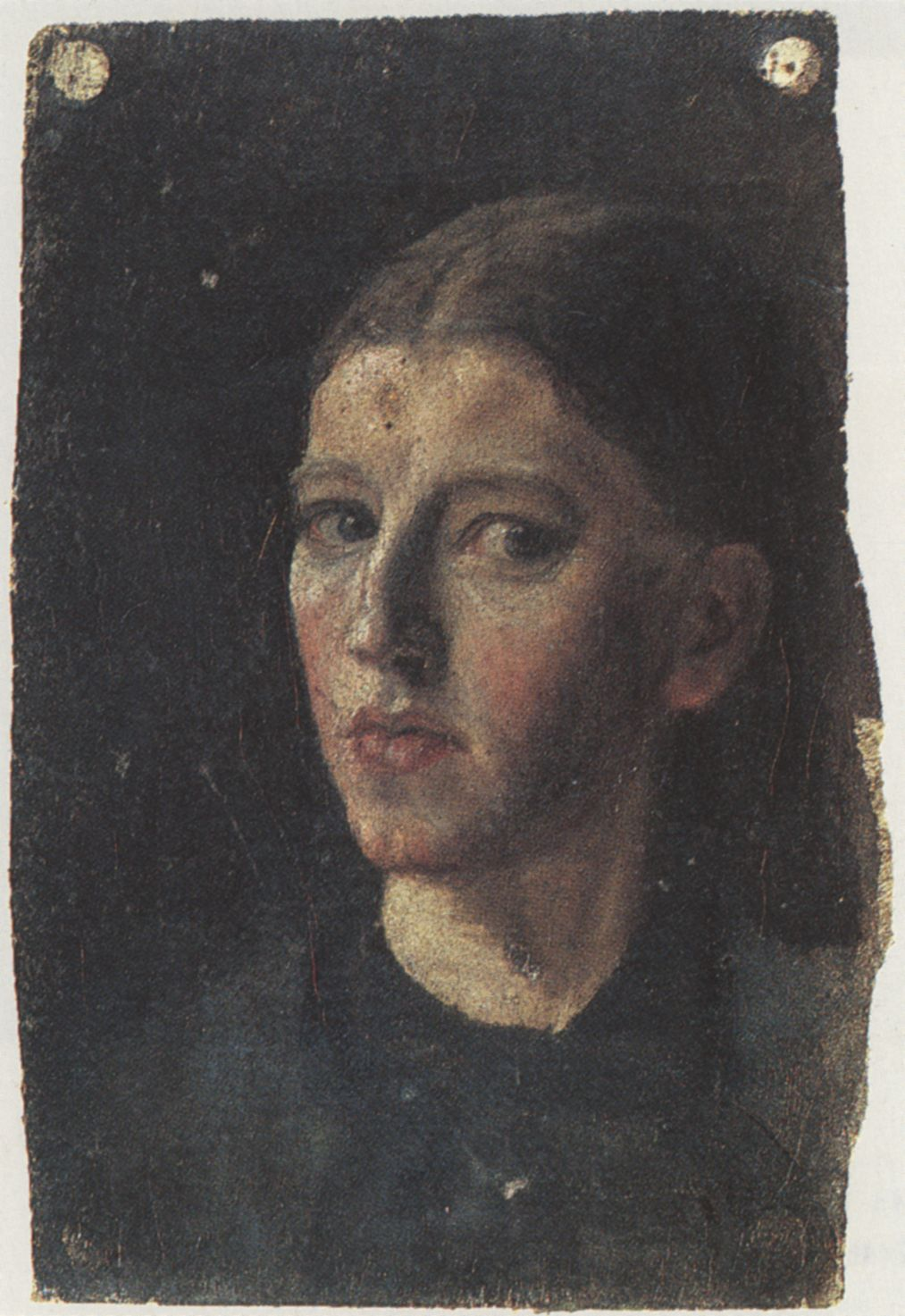
Anna Ancher, Selbstporträt

- 27. August: Ferdinand Schirnböck, österreichischer akademischer Maler und Kupferstecher († 1930)
- 22. September: Paul Baum, französisch beeinflusster Maler des deutschen Impressionismus († 1932)
- 30. September: Gustav Kampmann, deutscher Maler und Grafiker († 1917)
- 10. November: Théophile-Alexandre Steinlen, schweizerisch-französischer Maler und Grafiker († 1923)
- 02. Dezember: Georges Seurat, französischer Erfinder und Maler († 1891)
- 29. Dezember: Elizabeth Adela Forbes, kanadische Malerin des Spätimpressionismus († 1912)

## Gestorben
- 20. Januar: Bettina von Arnim, deutsche sozialkritische Schriftstellerin, Zeichnerin und Komponistin (* 1785)
- 29. August: Hans Caspar Escher, Schweizer Architekt und Industriepionier (* 1775)
- 5. September: Friedrich Olivier, deutscher Maler (* 1791)
- 23. November: James Ward, britischer Maler (* 1769)
- 1. Dezember: Alfred Rethel, deutscher Historienmaler (* 1816)